# الجزیره (شبکه خبری)
الجزیره نام شبکه تلویزیونی خبری ماهواره‌ای است که مرکز آن در شهر دوحه در کشور قطر قرار دارد. این شبکه با پخش فیلم‌های سخنرانی اسامه بن‌لادن، پس از واقعه تروریستی یازده سپتامبر برای اولین بار در غرب به شهرت رسید. شبکه الجزیره از سال ۲۰۰۶ پخش برنامه‌های خود به زبان انگلیسی را آغاز کرد.
الجزیره کانال‌های متعدد خاص تلویزیونی را علاوه بر کانال اخبار بکار گرفته‌است. این کانال‌ها شامل، یک کانال زبان انگلیسی، کانال مستند الجزیره، کانال ورزشی الجزیره، یک کانال عمومی ورزشی به زبان عربی، پخش زنده الجزیره، که همایش‌ها را در زمان واقعی خود بدون هیچ‌گونه ویرایش یا اعمال نظر پخش می‌کند، و نیز یک کانال تلویزیونی برای کودکان می‌باشد. تولیدات آتی اعلام شده آن عبارتند از الجزیره به زبان اردو که عمدتاً نیازهای رسانه‌ای مردم جنوب آسیا را برآورده می‌سازد همچنین این شبکه در نظر دارد در صورت امکان کانال‌های موسیقی و یک روزنامه بین‌المللی نیز راه‌اندازی نماید.
علاوه بر کانال‌های تلویزیونی خود، الجزیره بر روی وبگاه‌های شبکه عربی و شبکه انگلیسی نیز کار می‌کند.

## تاریخچه
الجزیره مدعی است که تنها ایستگاه تلویزیونی غیروابسته از لحاظ سیاسی، در خاورمیانه می‌باشد که هم‌اکنون با داشتن حدود ۵۰ میلیون بیننده در سراسر جهان با شبکه بی‌بی‌سی رقابت می‌کند. الجزیره کار خود را با دریافت سرمایه‌ای به مبلغ ۱۵۰ میلیون دلار آمریکا از امیر قطر آغاز نمود. هدفش آن بود که از طریق پخش آگهی تا سال ۲۰۰۱ به خودکفایی برسد، اما زمانی که در رسیدن به آن ناکام گردید، امیر قطر با ادامه اعطای یارانه بر مبنای سالانه ۳۰ میلیون دلار آمریکا، در سال ۲۰۰۴ موافقت نمود. بر طبق گزارش آرنود دو برچگریو.
دیگر منابع اصلی تأمین درآمد عبارتند از پخش آگهی، هزینه‌های اشتراک شبکه، پخش معاملات بین شرکت‌های دیگر و فروش تولیدات پخش. بر طبق گزارش پراودا
 الجزیره ۲۰٬۰۰۰ دلار به ازای هر دقیقه سخنرانی بن لادن دریافت می‌نمود. در سال، ۲۰۰۰، ۴۰٪ کل درآمدهای این ایستگاه تلویزیونی را پخش آگهی‌ها تشکیل داده‌است.
این کانال پخش برنامه خود را از اواخر سال ۱۹۹۶ آغاز نمود. در آوریل همان سال، شبکه تلویزیونی سرویس جهانی بی‌بی‌سی به زبان عربی با تقاضاهی سانسور از سوی دولت عربستان مواجه شد، و پس از دو سال فعالیت، آن شبکه تعطیل شد. تعدادی از گروه سابق کارمندان سرویس جهانی بی‌بی‌سی به الجزیره پیوستند.
در آغاز، الجزیره کوشید تا به وسیله عرضه دیدگاه‌های متضاد در ارتباط با برخی از دولتهای کشورهای حوزه خلیج فارس از جمله عربستان سعودی، بحرین و قطر؛ و نیز رابطه سوریه با لبنان؛ و قوه قضائیه مصر موجب جذب بیشتر بینندگان خود شود. برنامه مستند نمایش لحظه به لحظه جنگ داخلی لبنان در سالهای ۲۰۰۱–۲۰۰۰ موجب جهش نرخ بینندگان این شبکه گردید. اما، این مسئله واقع نگردید تا این که در اواخر سال ۲۰۰۱ الجزیره زمانی که سخنرانی ویدئویی رهبران القاعده را پخش نمود، به شهرت جهانی دست یافت.
در سال ۲۰۰۳، این شبکه اولین روزنامه‌نگار انگلیسی زبان خود، افشین راتانزی، از برنامه امروز بی‌بی‌سی را که در قلب حوادث بریتانیا قرار داشت، درگیر ماجرا نمود زمانی که تصمیم تونی بلر آن شد که به صحنه حمله آمریکا به عراق بازگردد.
در پاسخ به الجزیره، گروهی از سرمایه‌گذاران سعودی به ایجاد (شبکه) العربیه در فصل اول سال ۲۰۰۳ مبادرت نمودند.

## الجزیره خارج از خاورمیانه
در ۴ ژولای، ۲۰۰۵، الجزیره به‌طور رسمی برنامه‌های خود را برای تأسیس یک سرویس ماهواره‌ای جدید به زبان انگلیسی تحت عنوان الجزیره بین‌المللی، اعلام نمود.
الجزیره درتلاشی جهت اقدامی بلند مدت در نظر دارد اخباری را دربارهٔ جهان عرب، به خصوص اسرائیل، از چشم‌انداز خاورمیانه‌ای آن تهیه نماید. این کانال جدید در ۱۵ نوامبر ۲۰۰۶، تحت عنوان الجزیره انگلیسی آغاز به کار نمود و مراکز پخشی در دوحه (مقرها و مرکز پخش فعلی الجزیره)، آتن، بوینس آیرس، لندن، کوالالامپور و واشینگتن دی سی دارد. این کانال ۲۴ ساعته، در ۷ روز هفته اخبار را طی ۱۲ ساعت از دوحه و چهار ساعت از هریک از مراکز لندن، کوالالامپور و واشینگتن پخش کرده‌است.
در سپتامبر ۲۰۰۵، جاش روشینگ به کانال بین‌المللی الجزیره ملحق گردید. او یک مأمور مطبوعاتی برای ستاد مرکزی آمریکا طی حمله به عراق در سال ۲۰۰۳ بود، و در برنامه مستند «اتاق کنترل» نقش آفرینی نموده‌است. روشینگ در دفتر واشینگتن دی سی فعالیت می‌کند. او اظهار می‌کند که: «در زمانی که رسانه‌های آمریکا این چنین ملی شده‌اند، من خیلی مشتاق هستم که به سازمانی ملحق شوم که واقعاً می‌خواهد یک منبع اطلاعاتی جهانی باشد.»
ورونیکا پدروسا، مجری خبری کانال‌های سی ان ان و بی‌بی‌سی و روزنامه‌نگار برنده جایزه (روزنامه‌نگاری) و دیوید فراست، مجری کهنه‌کار بریتانیایی نیز به این گروه پیوسته‌اند و در کنار آن‌ها رضوان خان، مجری خبری سابق سی ان آن که اخیراً «میزبان برنامه نمایش گفتمان سی ان ان در Q&A بوده، تولیدکننده برنامه سی ان ان جیمز رایت، کییران بیکر، سردبیر و تولیدکننده سابق سی ان آن که اخیراً» مدیر کل، شرکت ارتباطات و عمومی برای ICANN بوده، از جمله این افراد می‌باشند.
در ۲ دسامبر ۲۰۰۵، استفان کوول، مجری ماهر در شبکه جهانی بی‌بی‌سی و ارائه‌کننده برنامه کلیک آنلاین، اعلام کرد که به الجزیره بین‌المللی می‌پیوندد.
.
این شبکه در ۱۲ ژانویه ۲۰۰۶ اعلام کرد که دیوید مارش، گزارشگر سابق برنامه نایت لاین، همکار استودیو این کانال در واشینگتن می‌شود. او مقام خبری خود را به عنوان
" جالبترین شغل روی زمین " تشریح نموده‌است.
در۶ فوریه ۲۰۰۶، اعلام شد که راجح عمر گزارشگر سابق بی‌بی‌سی میزبان یک سری برنامه‌های مستند خبری شبانگاهی و هفتگی تحت عنوان " شاهد " می‌شود.
.
با وجود تأثیر و فراگیری فزاینده و جهانی الجزیره، برخی معتقدند که آن‌ها به عنوان یک منبع " رسانه‌ای دیگر " اذهانشان را تغییر داده‌اند.
.

## بینندگان
این یک دیدگاه در سطح بین‌المللی است که ساکنان جهان عرب، اطلاعات محدودی از حکومت‌ها و رسانه‌هایشان دریافت می‌کنند، و آنچه هم که منتقل می‌شود به دیدگاه‌های دولت‌هایشان تمایل دارد. بسیاری از مردم به عنوان یک منبع قابل اعتمادتر اطلاعاتی، به کانال‌های خارجی توجه می‌کنند.
به‌طور فزاینده‌ای، مصاحبه‌های انحصاری الجزیره و پخش برنامه‌های دیگر آن در شبکه‌های ایالات متحده، انگلستان و دیگر کانال‌های رسانه‌های غربی همچون سی ان ان و بی‌بی‌سی بازپخش می‌شود. در ژانویه ۲۰۰۳، بی‌بی‌سی اعلام کرد که برای سهیم بودن در امکانات و اطلاعات، و از جمله پخش اخبار، با شبکه الجزیره توافق‌نامه‌ای امضاء نموده‌است. هم‌اکنون الجزیره به عنوان یک شبکه رسانه‌ای عمده جریان اصلی محسوب می‌شود، اما بیش از همه شبکه‌ها جنبه جدال‌آمیز دارد. در ایالات متحده، پخش ویدئویی از شبکه عمدتاً به نمایش ویدئویی بخش‌هایی از (عملیات) گروگانگیری و گروگان‌ها محدود می‌شود.
پخش برنامه الجزیره در سراسر دنیا از طریق سیستم‌های مختلف ماهواره‌ای و تلویزیونی قابل دسترس است.
در ایالات متحده می‌توان از طریق اشتراک تلویزیون ماهواره‌ای به آن دسترسی پیدا کرد. الجزیره را می‌توان از طریق دستگاه دریافت‌کننده DVB-S در اروپا، شمال آفریقا، و خاور میانه که بر روی ماهواره‌های سیس آسترا| آسترا و هات بیرد پخش شده، مشاهده نمود. در بریتانیا، از تاریخ ۲۹ سپتامبر ۲۰۰۶ می توان این شبکه را از طریق کانال اسکای دریافت کرد.
سرویس انگلیسی الجزیره به‌طور رسمی کار خود را از ساعت ۱۲ به وقت گرینویچ GMT در ۱۵ نوامبر، ۲۰۰۶ آغاز نمود و برای بینندگان آمریکای شمالی بر کانال
اینتل ست ۵ آمریکا روی باند Ku، دریافتگر ماهواره‌ای ۱۶ (GHz ۹۹۹/۱۱) در فرمت DVB قابل دریافت است. این برنامه به سرویس دیجیتال اسکای بر روی کانال ۵۱۴ ارسال می‌شود.
سرویس شبکه‌ای الجزیره بدون هیچگونه حق اشتراکی در سراسر دنیا قابل دسترس است، اما بخش‌های انگلیسی و عربی ظاهراً به‌طور بارزی با گزینش‌های خود از اخبار و نظرات (موجود) ویرایش می‌شوند.

## کارکنان
رئیس‌الجزیره، حمد بن ثامر آل ثانی، یکی از عموزاده‌های دور امیر قطر حمد بن خلیفه آل ثانی است.
اخیراً الجزیره عملیات نوسازی را بر روی این شبکه انجام داده و شبکه‌ای را ایجاد نموده که شامل همه کانال‌های مختلف دیگر می‌باشد. وداح خانفر، مدیر عامل شبکه عربی به عنوان مدیر کل شبکه الجزیره منصوب گردید. او همچنان مدیر عامل شبکه عربی نیز هست. او توسط احمد (شیخ)، سردبیر، و امین جبله حمایت می‌شود.
مدیر عامل الجزیره انگلیسی نیجل پارسونز می‌باشد.
سردبیر وبسایت عربی عبدالعزیر المحمود، و رئیس بخش ویرایش محمود داود هستند. این شبکه بیش از ۱۰۰ کارمند در بخش ویرایش دارد. سردبیر سایت زبان انگلیسی، راسل مریمن است که در اوت ۲۰۰۵ این مقام را بر عهده گرفته‌است. او جایگزین عمر بک شد که پس از خروج مدیر ویرایش شبکه، الیسون بالهاری، سرپرستی این سایت را برعهده گرفت. مسئولان سابق این بخش، خوآن تاکر و احمد (شیخ) بودند.
از جمله شخصیت‌های سرشناس و ممتاز این شبکه میزبان برنامه گفتگوی " جهت مخالف " بوده فیصل القاسم است.

## نقد و تقابل
یکی از انتقادهای ناصحیح اما به‌طور گسترده گزارش شده راجع به الجزیره، مربوط به نمایش‌های ویدئویی از تروریستهای نقابداری بوده که در حال قطع کردن سر گروگان‌های غربی می‌باشند. زمانی که این موارد در رسانه‌های معتبر گزارش می‌شود، الجزیره می‌کوشد تا خود را از این جریان‌ها کنار بکشد. .
این ادعا مجدداً از سوی فاکس نیوز در آمریکا در روز افتتاح سرویس انگلیسی الجزیره، در ۱۵ نوامبر۲۰۰۶ مطرح گردید.

## از الجزایر
حکومت الجزایر در ۴ ژولای ۲۰۰۴، فعالیت‌های گزارشگر الجزایری شبکه الجزیره را به حالت تعلیق درآورد. دلیل رسمی ارائه شده برای این امر آن بود که سازماندهی مجدد کار گزارشگران خارجی در دست اقدام بوده‌است. اما، گروه فشار بین‌المللی گزارشگران بدون مرز می‌گوید که این اقدام در واقع نوعی حرکت تلافی جویانه برای پخش گفتگوی هفته گذشته راجع به وضعیت سیاسی در الجزایر بوده‌است. همچنین، ادعا می‌شود که در شهرهای الجزایر به‌طور هم‌زمان برق قطع شده تا مانع از مشاهده برنامه‌ای از سوی ساکنان آن شوند که یک سری از کشتارهای نظامیان الجزایری را نمایش می‌داده‌است.

## از بحرین
نبیل یعقوب الحامر وزیر اطلاعات بحرین، در تاریخ ۱۰ می۲۰۰۲، دستور ممنوعیت تهیه گزارش از (مسائل) داخلی کشور را برای گزارشگران الجزیره صادر نمود، با بیان این مطلب که این شبکه به اسرائیل تمایل داشته و علیه بحرین است.
پس از بهبود مناسبات بین بحرین و قطر در سال ۲۰۰۴، گزارشگران الجزیره به بحرین بازگشتند.

## الجزیره و ایران
دولت ایران در سال ۱۳۸۴ و در اعتراض به محتوای سلسله گزارش‌های الجزیره از مناطق عرب‌نشین خوزستان، دفتر این شبکه را در تهران تعطیل و عباس ناصر خبرنگار لبنانی آن را از ایران اخراج کرد اما در تیرماه ۱۳۸۵ فعالیت دفتر الجزیره در تهران از سر گرفته شد.
هم‌اکنون الجزیره نسبت به دیگر شبکه‌های خبری عربی، تحولات ایران را با نگاه مثبت پوشش می‌دهد.

## از اسپانیا
تیسیر علونی گزارشگری بود که در ۵ سپتامبر، ۲۰۰۳ به اتهام پشتیبانی از اعضای القاعده در اسپانیا دستگیر شد. بالتازارگازرون قاضی بود که حکم دستگیری وی را صادر کرده بود و علونی را بدون قید ضمانت به مدت نامعلومی حبس محکوم نمود. با این وجود وی به دلیل مشکلات سلامتی اش چند هفته بعد آزاد شد، اما از آن کشور ممنوع‌الخروج گردید.
در ۱۹ سپتامبر، پیش از صدور حکم مورد انتظار، یک دادگاه اسپانیایی حکم جلب علونی را صادر نمود. علونی از دادگاه اجازه خواست تا برای حضور در مراسم تشییع مادرش و دیدار با خانواده اش به سوریه برود، اما، مقامات (قضائی) درخواست وی را رد کرده و دستور دادند به زندان برگردد.
اما او از خود دفاع نمود که وی در برابر کلیه اتهاماتی که به وی نسبت داده‌اند، مقصر نیست. علونی در ۲۶ سپتامبر ۲۰۰۵ به اتهام واسطه گری مالی برای القاعده به ۷ سال زندان محکوم شد. علونی تصریح نمود که او پس از حمله ۱۱ سپتامبر در ایالات متحده، فقط با اسامه بن لادن مصاحبه کرده‌است.
تعدادی از سازمان‌های خصوصی و بین‌المللی این دستگیری را محکوم نموده و درخواست کردند که دادگاه اسپانیایی، تیسیر علونی را آزاد کند. وبسایتهایی همچون: آزادی تیسیر علونی Free Taysir Allouni و هم آوا با علونی
Alony Solidarity در حمایت از علونی ایجاد گردیدند.

## از ایالات متحده
در سال ۱۹۹۹، توماس ال فریدمن، گزارشگر نیویورک تایمز، الجزیره را " آزادترین، و فراگیرترین شبکه تلویزیونی قابل مشاهده در جهان عرب " دانست.
این شبکه اولین توجهات فراگیر را در غرب در پی حملات ۱۱ سپتامبر، ۲۰۰۱ به خود جلب نمود، زمانی که تصاویری ویدئویی را پخش نمودند که در آن‌ها اسامه بن لادن و سلیمان ابو غیث از این حملات دفاع نموده و از آن پشتیبانی نمودند. این سبب شد که دولت ایالات متحده از الجزیره به خاطر آن که در تبلیغات خود طرف تروریستها را گرفته، انتقاد نماید. الجزیره در پاسخ اظهار نمود که آن عمل صرفاً ارائه اطلاعات موجود بدون هیچگونه اظهار نظر بوده، و در واقع کانال‌های تلویزیونی متعددی بعدها از این رویه با پخش بخش‌هایی از این نوارهای ویدئویی پیروی کردند.
در ۲۵ مارس ۲۰۰۳، دو نفر از گزارشگرانی که بازار سهام آمریکا پوشش خبری می‌دادند، اعتبارنامه‌هایشان لغو گردید. رای پلچیا رئیس بازار سهام نیویورک NYSE ادعا نمود که به " دلایل امنیتی " و آن که بازار مزبور تصمیم گرفته بود تنها به شبکه‌هایی امکان دسترسی به بازار را بدهد که بر روی " پوشش مسئولانه حرفه‌ای " تمرکز دارند، چنین اقدامی صورت گرفته‌است. او هرگونه ارتباط لغو این اعتبارنامه‌ها را با موضوع پوشش خبری جنگ عراق در شبکه مزبور، انکار نمود. .

## الجزیره و بهار عربی

جنازه قذافی در اختیار انقلابیون (الجزیره)

شبکه الجزیره در انقلاب‌های عربی نقش مهمی را ایفا کرد. الجزیره تنها رسانه خبری مهم بود که اعتراضات اولیه شکل گرفته پس از خودسوزی بوعزیزی جوان تحصیلکرده و بیکار تونسی را پیگیری کرد و با وجود تهدیدات حکومت وقت تونس، به پوشش‌های رسانه‌ای خود ادامه داد. دفتر الجزیره در دوره انقلاب تونس و حکومت زین العابدین بن علی، تعطیل شده بود.
پس از آن نیز در انقلاب مصر نیز الجزیره پوشش خبری منحصربه‌فردی را ارائه کرد و این روند با وجود تعطیلی دفتر الجزیره در قاهره و اخراج خبرنگاران آن، متوقف نشد.
الجزیره در انقلاب‌های یمن، لیبی و سوریه هم در صف نخست اطلاع‌رسانی قرار داشت.
با این وجود نحوه پوشش الجزیره از اعتراضات مردمی در بحرین کشور همسایه قطر و محل استقرار این رسانه با انتقادات بسیاری همراه بود.
این شبکه همچنین متهم است که تحولات منفی در قطر مانند سلب تابعیت از شماری از مردم این کشور از قبیله آل غفران را به اتهام تلاش برای کودتا را پوشش نداده‌است.

## از دولت ایالات متحده
با این که پیش از واقعه ۱۱ سپتامبر سال ۲۰۰۱، دولت آمریکا الجزیره را به دلیل نقش خود به عنوان یک مجموعه رسانه‌ای مستقل در خاورمیانه مورد تمجید قرار داده بود، اما از این پس، سخنگویان دولت آمریکا اغلب اظهار کرده‌اند که بر این باورند پوشش خبری الجزیره دارای یک نوع تمایل قوی ضد آمریکائی است. در سال ۲۰۰۴، ایستگاه ماهواره تلویزیونی عربی زبان الحره با سرمایه‌گذاری دولت آمریکا راه اندازی شد.
در ۳۰ ژانویه ۲۰۰۵، «نیویورک تایمز» گزارش نمود که دولت قطر تحت فشار دستگاه (حکومتی) بوش، در نظر دارد به سرعت این ایستگاه خبری را بفروشد. .
در ۲۲ نوامبر ۲۰۰۵، مجله اغراق‌آمیز بریتانیایی «دیلی میرر» داستانی را منتشر نمود با این ادعا که یک یادداشت فاش شده سیاسی از شماره خیابان داون استریت بیان می‌کند که جورج دبلیو بوش رئیس‌جمهور آمریکا در نظر داشته مراکز الجزیره را در دوحه در آوریل ۲۰۰۴ بمب‌گذاری کند، زمانی که (نظامیان) نیروی دریایی آمریکا حمله‌ای خشونت بار را به فلوجه هدایت می‌کردند. «برای بررسی جزئیات بیشتر، نگاه کنید به موضوع اصلی توافق‌نامه بمب‌گذاری در الجزیره.»
در پرتو این ادعا، الجزیره این پرسش را داشته که آیا در گذشته عمداً هم مورد هدف قرار گرفته‌است -؛ دفتر الجزیره در کابل در سال ۲۰۰۱ بمبگذاری شد و یک موشک هم به دفتر آن در بغداد اصابت نمود و طی حمله به عراق طارق یعقوب گزارشگر این شبکه کشته شده بود. با وجود این که هر دو حمله رخ داده بودند، الجزیره نسبت به فراهم ساختن مکان‌هایی جهت دفاتر شبکه در آمریکا اقدام نمود.
فیلم‌بردار الجزیره سامی الحاج در هنگام انتقال به افغانستان تحت عنوان یک «دشمن متخاصم» در دسامبر ۲۰۰۱ دستگیر شد، و هم‌اکنون بدون هیچگونه اتهامی در اردوگاه دلتا در خلیج گوانتانامو در حبس به‌سر می‌برد.

## الجزیره و عراق
در ۴ مارس ۲۰۰۳، طی زمانی درست پیش از حمله به عراق، بازار سهام نیویورک، الجزیره را (و نیز تعدادی از سازمان‌های خبری دیگر که نامشان فاش نشده‌است) به‌طور نامحدودی از حق مصاحبه تجاری اش با بیان «دغدغه‌های امنیتی» به عنوان دلیل رسمی آن، محروم نمود. این اقدام به سرعت توسط مسئولین بازار سهام نسداق مقابله به مثل شد.
طی جنگ عراق، الجزیره با همان محدودیت‌های مربوط به تهیه گزارش و حرکتی که دیگر سازمان‌های خبری همکار داشتند، مواجه گردید. علاوه بر این، تیسیر علونی، یکی از گزارشگران آن، از سوی وزارت اطلاعات عراق، از ورود به کشور منع شد، در حالی که دیار العمری، نیز از تهیه گزارش در عراق محروم شده بود (هردو تصمیم بعدها لغو گردید). در ۳۰ آوریل ۲۰۰۳، الجزیره روزنامه‌نگاران خود را با بیان این که دخالتهای غیرمنطقی از سوی مقامات عراقی صورت گرفته، از آن کشور خارج نمود.
همچنین در آستانه جنگ، پنتاگون در آمریکا گروه رندون را برای هدف قرار دادن و احتمالاً تنبیه گزارشگران الجزیره به خدمت گرفت که در آنجا باقی نمانده بودند.
.
در ۸ آوریل ۲۰۰۳، دفتر الجزیره در بغداد از سوی نیروهای آمریکا مورد حمله قرار گرفت، که به کشته شدن طارق ایوب گزارشگر و مجروح شدن افراد دیگر انجامید، با وجود آن که پیش از وقوع حادثه از طریق هماهنگی‌های دقیق دفتر مزبور به آمریکا راجع به این مسئله اطلاع داده شده بود. همین‌طور، در ۱۳ نوامبر ۲۰۰۱، طی حمله خود به افغانستان و نیز پس از اطلاع از مکان آن، آمریکا به دفتر الجزیره در افغانستان حمله موشکی نمود. فیلمبردار الجزیره، تبعه سودانی، سامی الحاج از آغاز سال ۲۰۰۲ توسط نیروهای آمریکایی در تنگه گوانتانامو، کوبا به زندان افتاد. در ۲۳ نوامبر ۲۰۰۵، وکیل سامی الحاج، کلایو استافورد اسمیت، گزارش نمود که طی ۱۲۵ دفعه مصاحبه از مجموع ۱۳۰مورد، مسئولین آمریکایی از سامی پرسیده‌اند که آیا الجزیره نماینده القاعده‌است. دلایل دیگر دستگیری وی نامعلوم است، اما اظهارات مقامات آمریکایی در مورد این زندانیان حاکی از آن است که آن‌ها تهدیدهایی برای امنیت محسوب می‌شوند.
در ماه مه۲۰۰۳، سازمان اطلاعات مرکزی آمریکا CIA در داخل کنگره ملی عراق اسنادی را منتشر ساختند که به‌طور ضمنی نشان می‌داد که جاسوسان عراقی در الجزیره نفوذ کرده‌اند، و و از سوی برخی مقامات عراقی این موضوع بخشی از تلاش تبلیغاتی آن‌ها محسوب می‌شد. براساس گزارش ساندی تایمز، از سوی یک مقام اجرائی الجزیره جاسوسان مورد ادعا دارای نقش بسیار اندکی بوده‌اند و هیچگونه دخالتی در تصمیمات سردبیر آن نداشته‌اند.
در۲۳ سپتامبر۲۰۰۳، عراق الجزیره (و العربیه) را به مدت دو هفته از تهیه گزارش از فعالیت‌های رسمی دولت معلق نمود زیرا که آن مجمع به عنوان پشتیبان حملات اخیر به اعضای خود و نیروهای ائتلافی اشغالگر معرفی شده بود. این اقدام پس از بیان اظهاراتی از سوی عراقیهایی انجام گرفت که اعلام نموده بودند این کانال موجب تحریک خشونت ضد اشغالگری (با مبالغه کردن اظهارات رهبران مقاومت عراق)، افزایش تنش‌های نژادی و قومی، و پشتیبانی از مقاومت شده‌است.
طی سال۲۰۰۴، الجزیره نوارهای متعدد ویدئویی را از قربانیان ربوده شده‌ای پخش کرد که به (دفتر) شبکه ارسال شده بود. این نوارهای ویدئویی پس از ربودن گروگان، توسط آن گروه‌ها فیلم‌برداری شده بود. این گروگان‌ها در حالی که خوهان آزادی خود بودند، اغلب با چشمان بسته نشان داده می‌شدند. آن‌ها معمولاً «مجبور بودند که متنهایی را که قبلاً» توسط ربایندگان تهیه شده بود، بخوانند. الجزیره در تلاش برای آزادی قربانیان ربوده شده، از مقامات کشورهای موطن این قربانیان کمک تقاضا می‌نمود. این مسئله شامل پخش درخواستهای اعضای خانواده و مسئولین دولتی نیز می‌شد. برخلاف برخی از ادعاها، از جمله اظهارات مکرر گزارش شده دونالد رامسفلد در ۴ ژوئن ۲۰۰۵، الجزیره هرگز تاکنون منظره‌های سربریدن (آنها) را که اغلب در وبسایتهای اینترنتی نمایش داده شده، پخش نکرده‌است. .
در۷ اوت ۲۰۰۴، دولت عراقی ایاد علاوی، دفتر الجزیره را در عراق با بیان این ادعا تعطیل نمود که این شبکه مسئول ارائه تصویری منفی از عراق بوده و این شبکه را به دامن زدن به خشونتهای ضد ائتلاف محکوم نمود. الجزیره اعلام کرد که به تهیه گزارش خود از داخل عراق ادامه می‌دهد. عکس‌های خبری نشان می‌داد نیروهای نظامی آمریکا و عراق در نزدیک این دفتر با یکدیگر همکاری می‌کنند. .
در ابتدا این دفتر به مدت یک ماه بسته شد، و سپس به‌طور نامحدودی در سپتامبر ۲۰۰۴ تمدید شد، و دفاتر آن پلمب گردید.

## زبان عربی
نسخه عربی سایت در ۵ سپتامبر ۲۰۰۱، به مدت ۱۰ساعت در اثر حمله پلیس فدرال آمریکا به سرویس دهنده اینترنتی (ISP) آن، شرکت اینفوکام، به حالت آفلاین درآمد. بعدها شرکت اینفوکام به مسئله صادر نمودن خدمات به لیبی و سوریه و نیز سرمایه‌گذاری متعمدانه در آن توسط یک عضو حماس (که هردو در آمریکا غیرقانونی محسوب می‌شوند)، و نیز کسر عوارض گمرکی محکوم گردید. .

## زبان انگلیسی
این ایستگاه نسخه زبان انگلیسی شبکه الجزیره است که خط آنلاین آن در مارس ۲۰۰۳ تأسیس گردید. پخش برنامه‌های انگلیسی آن از طریق ماهواره در نوامبر ۲۰۰۶ آغاز شد.

## حملات هکرها
بلافاصله پس از تأسیس، سایت مورد حمله هکرهایی قرار گرفت که حملات جلوگیری از ارائه سرویس را آغاز نموده و توجه ناظران این شبکه را با نمایش دادن پرچم آمریکا منحرف می‌کردند. در نوامبر ۲۰۰۳، ژان ویلیام ریسین دوم، که به عنوان ژان بوفو نیز شناخته شده، به انجام ۱۰۰۰ ساعت خدمات اجتماعی و ۲۰۰۰ دلار جریمه به خاطر ایجاد اختلالات در شبکه آنلاین محکوم گردید. اسناد دادگاه بیان می‌کرد که ریسین به عنوان یک کارمند الجزیره با دریافت کلمه عبور وارد سایت شبکه شد، سپس بینندگان را متوجه صفحه‌ای کرد که خود ایجاد کرده بود که در آن پرچم آمریکا همچون نقشه آمریکا به همراه یک شعار وطن دوستی، نمایش داده می‌شد. در ژوئن ۲۰۰۳، ریسین به دلیل کلاهبرداری سیمی و مداخله غیرقانونی در مخابرات الکترونیک مقصر شناخته شد.

## پشتیبان شبکه
این سایت به کرات، طبق نظر خود آن با فشار سیاسی، مجبور به تغییر دادن پشتیبان میزبانی شبکه شده‌است. در ابتدا سایت انگلیسی زبان آن از طریق دیتاپایپ آمریکایی پشتیبانی می‌شد که هشدار داد به زودی از فناوری‌های آکامای استفاده خواهند کرد. آن‌ها سپس به شاخه فرانسوی ناولینک تغییر مکان دادند، و سپس به سرویس شبکه جهانی ای‌تی‌اندتی پیوستند.

## فیلم‌های مستند
پوشش خبری الجزیره در عراق نقطه تمرکز فیلم مستند «اتاق کنترل» بود که توسط تهیه‌کننده مصری-آمریکایی آن جهان نجیم، برنده جایزه ۲۰۰۴ فیلم‌های مستند شد. در ژولای۲۰۰۳، کانال BPS یک فیلم مستند به نام «منحصر به الجزیره» بر روی برنامه «(سری تلویزیونی) زاویه باز| زاویه باز» پخش نمود. فیلم مستند دیگر الجزیره، «الجزیره، ندای عرب برای آزادی یا عوام فریبی؟ سفر UNC» بود که دو ماه پس از واقعه حمله تروریستی۱۱ سپتامبر۲۰۰۱ فیلم‌برداری شد.

## جوایز
در نوامبر۲۰۰۵، به دلیل " شهامت در غلبه بر سانسور کردن و کمک به تبادل آزاد اطلاعات در جهان عرب " از سوی (گروه) فهرست سانسور به دریافت جایزه نائل شد.
- در آوریل ۲۰۰۴، وبی اواردز، الجزیره را به عنوان یکی از پنج وبسایت بهتر جهان در کنار بی‌بی‌سی نیوز، جیوگرافیک نشنال، راکت نیوز، و اسموکینگ گان معرفی نمود. بر طبق نظر تیفانی شالین، بنیان‌گذار وبی اواردز، این موجب تقابلی [با دیگر سازمان‌های رسانه‌ای] می‌شود که «آن را به عنوان یک سایت ریسک پذیر احساس می‌کردند.».[۲۷]
- در دسامبر ۱۹۹۹، صندوق ابن رشد (Averoes) برای آزادی اندیشه در برلین " جایزه ابن رشد " را در مورد رسانه‌ها و روزنامه‌نگاری در این سال به الجزیره اعطاء نمود.[۲۸]
- در سال ۲۰۰۴، الجزیره از سوی خوانندگان خود به عنوان پنجمین نشان تجاری نافذ پس از اپل کامپیوتر، گوگل، آیکیا و استارباکس در براندچانل.کام، مورد رای‌گیری قرار گرفت.[۲۹]